# Autoklasse
Een autoklasse is een classificatie van auto's naar verkoopprijs en grootte. De classificatie wordt gebruikt door de Europese Commissie en ook autoverhuurbedrijven om hun huurauto's in te delen. Ook worden autoklassen gebruikt bij de verkoop en vergelijking van automerken. 
De classificatie is niet gebaseerd op strenge richtlijnen, volgens de Europese Commissie omdat:
De grenzen tussen segmenten worden vertroebeld door andere factoren dan de grootte of de lengte van de auto's. Deze factoren bestaan uit de prijs, het imago en het aantal extra accessoires. Ook de neiging om meer opties zoals ABS, airbags, centrale vergrendeling etc. in kleine auto's aan te bieden, maken de traditionele segmentatie nog meer onzuiver.

## Autoklassen
| Benaming                                    | Segment  |
| ------------------------------------------- | -------- |
| Microcar (dwergauto's)                      |          |
| Miniklasse (submini's)                      | A        |
| Compacte klasse (kleine auto's)             | B        |
| Compacte middenklasse (kleine middenklasse) | C        |
| Middenklasse                                | D        |
| Hogere middenklasse                         | E        |
| Topklasse (grote auto's/luxe modellen)      | F        |
| Sportieve modellen                          | G (of S) |
| Sportwagens                                 | H        |
| Toplimousines                               | I        |
| Midi MPV's (gebaseerd op middenklasse)      | J        |
| Grote MPV's                                 | K        |
| SUV's                                       | L        |
| Grote SUV's                                 | M        |
| Bestelauto's                                | N        |